# Im Hinteren Eis
De Im Hinteren Eis of, in het Italiaans, Punta della Vedretta is een 3270 meter hoge bergtop in de Ötztaler Alpen op de grens tussen de Oostenrijkse deelstaat Tirol en het Italiaanse Zuid-Tirol.
De niet vergletsjerde top wordt meestal beklommen vanuit het Schutzhaus zur schönen Aussicht (Rifugio Bella Vista) op 2842 meter hoogte. Deze berghut is vanuit Kurzras aan het einde van het Zuid-Tiroler Schnalstal bereikbaar. Er bestaat zowel de mogelijkheid om met een kabelbaan naar het kabelbaanstation Grawand te gaan, om van daaruit in een uur te voet 367 meter af te dalen naar de berghut, of om vanuit het dal naar de berghut te klimmen via een tweeënhalf uur durende wandeling.
Achter het Schutzhaus verlaat men bij het bordje Hintereis de hoofdweg en vervolgt vanaf dan een smal bergpad, dat naar links in noordwestelijke richting in ongeveer een tot anderhalf uur naar de top voert. De eeuwige sneeuw die men onderweg tegenkomt, is makkelijk begaanbaar.
Op de top, waar een eenvoudig metalen kruis is geplaatst, is er een goed uitzicht op de omliggende vergletsjerde bergtoppen van de Ötztaler Alpen, met name die van de Weißkam, zoals de nabijgelegen Weißkugel (3739 meter), de Langtauferer Spitze (Punta di Vallelunga) met de gletsjer Hintereisferner (3529 meter), de Wildspitze (3772 meter) en de gletsjer Hochjochferner met zijn aangrenzende bergtoppen Fineilspitze (3514 meter) en Saykogel (3355 meter). Ook is de Salurnspitze (3433 meter) te zien, waarachter de Ortler en de Monte Cevedale van de Ortler Alpen gelegen zijn.
De afdaling naar Kurzras verloopt via dezelfde weg als begaan bij de beklimming en duurt circa twee en een half tot drie uur.